# Lookbook.nu
"LOOKBOOK.nu" är en webbplats för mode, ungdomskultur och community som skapades av Yuri Lee i San Francisco 2008. Den var inspirerad av modewebbplatser och bloggar som The Sartorialist och formades för användarna att posta sina egna fotografier, med sig själva och sina klädstilar. Webbplatsen har kallats "Digg.com för modeinsiders".

## Lookbook
Hemsidan är gratis, även om man bara kan bli medlem via en inbjudan. Dessa inbjudningar kan enbart ges ut av registrerade medlemmar, eller med speciella koder som genereras av webbplatsen för kampanjsyften.
Sidan har en väldigt stor och växande användarbas, med över 50 000 medlemmar och över en miljon unika träffar varje månad. Den har blivit given diskussioner i större mode- och mediatidningar som The Chicago Tribune, Elle Belgium, Status Magazine, and London Evening Standard bland andra.